# Torre Tornola
La torre Tornola fa parte dell'antico sistema difensivo della città di Termoli nonché delle sue mura.
Fa parte delle tre torri delle mura federiciane arrivate sino ai giorni nostri; si pensa che in passato ce ne possano essere state addirittura 8.
La torre si trova sull'estremità del promontorio nord del borgo, in via dei Trabucchi, sul mare ove è situato l'antico borgo della città e presenta una base circolare, mentre la struttura è un rudere.

## Storia
Nel 412, a seguito delle invasioni dei Goti, alcuni abitanti dell'entroterra termolese si rifugiarono sul promontorio della città. In ricordo dell'antico nome "Cliterniola" questa località prese il nome di "Tornola" ed ancora oggi alcuni vicoli e piazze del borgo antico mantengono questo nome. In seguito alla proclamazione di Termoli a capoluogo di Contea (in quanto posto di difesa strategico) ad opera dei Longobardi, che nel 568 fondarono il Ducato di Benevento, nella città fu costruito un complesso difensivo formato da mura, un torrione e 8 torrette merlate tra le quali figura appunta la torre Tornola.

## Descrizione
Attualmente della torre non rimane che la base circolare. Le mura non esistono quasi più ma persiste la base e alcuni centimetri di muro che rendono bene l'idea dello spessore delle mura e di come potesse presentarsi in passato.